# كورت إي. كوخ
كورت إي. كوش (بالألمانية: Kurt E. Koch)‏ هو عالم عقيدة وكاتب ألماني، ولد في 16 نوفمبر 1913 في Berghausen (Pfinztal) ‏ في ألمانيا، وتوفي في 25 يناير 1987.